# Kompjutierra
Kompjutierra (ros. Компьютерра) – rosyjskie czasopismo o tematyce komputerowo-technicznej. Wychodziło jako tygodnik.
Jego pierwszy numer ukazał się w 1992 roku. W 2009 roku czasopismo zostało zamknięte, a jego ostatni numer ukazał się 15 grudnia.
Nakład czasopisma wynosił 60–120 tys. egzemplarzy.